# Die Maestra
La Maestra ist ein internationaler Wettbewerb für Dirigentinnen, der auf Initiative der französischen Dirigentin Claire Gibault gegründet wurde und in Paris stattfindet. Die erste Ausgabe fand im September 2020 statt.

## Geschichte
Der erste La-Maestra-Wettbewerb war ursprünglich für März 2020 geplant, wurde aber wegen der COVID-19-Pandemie um mehrere Monate verschoben. Der Wettbewerb fand schließlich vom 15. bis 18. September 2020 in der Philharmonie de Paris im großen Pierre-Boulez-Saal statt. Zunächst nahmen über 200 Kandidatinnen aus 51 Ländern teil. Nach den Vorrunden wurden 12 Kandidatinnen ausgewählt.
Die Jury wird jedes Jahr paritätisch von Frauen und Männern besetzt. Die Jury 2020 wurde von Ewa Bogusz-Moore geleitet. Der Jury 2020 gehörten neben Claire Gibault unter anderem die Dirigentinnen Marin Alsop und Elizabeth Askren sowie die Dirigenten Jean-Claude Casadesus und Lionel Bringuier an. Im Jahr 2024 wurde die Jury von Nathalie Stutzmann geleitet. Andere Jury-Mitglieder waren unter anderem Claire Gibault, Kirill Karabits und Leonard Slatkin.
Das am Wettbewerb teilnehmende Orchester ist das von Claire Gibault gegründete Paris Mozart Orchestra.
Die verschiedenen Etappen des Wettbewerbs werden jedes Kahr auf ARTE übertragen.

## Preisträgerinnen

### 2020
Im Jahr 2022 sind Preisträgerinnen:
- 1. Preis: Rebecca Tong, ebenfalls Arte-Preis und Sonderpreis des Komitees der französischen Säle und Orchester
- 2. Preis: Stephanie Childress
- 3. Preis: Lina Gonzalez-Granados, ebenfalls Preis des European Concert Hall Organisation (Echo-Preis)

Gladysmarli Del Valle Vadel Marcano, Halbfinalistin des Wettbewerbs, erhält den Preis der Musiker des Paris Mozart Orchestra.

### 2022
Im Jahr 2020 sind Preisträgerinnen:
- 1. Preis: Anna Sułkowska-Migoń, ebenfalls Preis Génération Opéra
- 2. Preis: Natalia Ślusarczyk, auch Preis der französischen Säle und Orchester und Echo-Preis
- 3. Preis: Beatriz Fernández Aucejo, auch Arte-Preis

Die Deutsche Ustina Dubitsky erhielt den Preis des Paris Mozart Orchestra.

### 2024
Vierzehn Dirigentinnen wurden für die dritte Ausgabe des Wettbewerbs, der vom 14. bis 17. März 2024 stattfand, ausgewählt. Preisträgerinnen sind:
- 1. Preis: Bar Avni, auch Preis der französischen Säle und Orchester, Echo-Preis, Arte-Preis, Preis des Paris Mozart Orchestra
- 2. Preis: Liubov Nosova
- 3. Preis: Katharina Morin, ebenfalls Preis Génération Opera